# 異世界スーサイド・スクワッド
『異世界スーサイド・スクワッド』（英: Suicide Squad ISEKAI）は、DCコミックスが刊行するアメリカン・コミックスのキャラクター組織スーサイド・スクワッド（以下「SS」と記載する場合あり）を原作としたテレビアニメ。
ワーナー ブラザース ジャパンが日本から発信する完全新作オリジナルアニメであり、「異世界もの（異世界召喚/転移もの）とSSをリミックスした作品となる。
2024年3月23日、AnimeJapan2024において「悪党ISEKAI大″暴″険パーティー」が開催された。2024年7月から9月まで放送された。

## あらすじ
犯罪都市「ゴッサムシティ」から、ハーレイ・クイン、デッドショット、ピースメイカー、クレイフェイス、キング・シャークらのヴィランが、剣と魔法の世界（異世界ISEKAI）へと送られる。

## 登場人物

### スーサイド・スクワッド
ハーレイ・クイン
声 - 永瀬アンナ
デッドショット
声 - 山口令悟
ピースメイカー
声 - 子安武人
クレイフェイス
声 - 福山潤
キング・シャーク
声 - 木村昴
リック・フラッグ
声 - 八代拓
ハーレイ・クインたちより前に異世界に来ていた。
カタナ
声 - 安済知佳
アマンダ・ウォラー
声 - くじら
ジョーカー
声 - 梅原裕一郎

### 異世界の住人
フィオネ
声 - 上田麗奈
本作オリジナルキャラクター。異世界の姫君。
アルドラ
声 - 能登麻美子
本作オリジナルキャラクター。異世界の女王。実はすでに殺されておりリッチーが変装して裏で王国を操っていた。
セシル
声 - 福島潤
本作オリジナルキャラクター。異世界の騎士団長。

### ヴィラン
ラットキャッチャー
声 - 上田燿司
元ネズミ駆除業者。獣人たちを指揮する。
かつてデッドショットとは同じ刑務所に収監されていたが、その頃の件で彼を恨んでいる。
シンカー
声 - 大塚芳忠
世界一の頭脳を自称するマッドサイエンティスト。エルフ達を洗脳する。
エンチャントレス
声 - 伊藤静
古代の魔女。本作では肉体を奪われ人質にされている。
キラークロック
声 - 木内太郎
ワニ男。

### その他
ウェイド看守長
声 - 前田弘喜
ハーレイ達が収監されていた刑務所の署長。
刑務所の資金を横領していた事をアマンダに脅迫され、ハーレイ達を釈放する。
アダム
声 - 坂泰斗
ハーレイ達の部隊の指揮官。異世界に来て直ぐ、アーサーの母親の襲撃で死亡。
アーサー（アーちゃん）
声 - 天野心愛
弾薬が付き補給に戻ったヘリに戻ると巣を作っていたドラゴンと戦った際、ピースメイカーが隠していた卵から孵化したドラゴンの赤ちゃん。刷り込みの影響でハーレイに懐き同行する。
名前の由来は映画「ジョーカー」における主人公ジョーカーの本名「アーサー・フレック」。
リッチ
声 - 田村ゆかり
死をつかさどるアンデット達の王（アンデッド・キング）にして王国と帝国の二国を争いヴィラン達をけしかけた本作における黒幕。

## スタッフ
- 原作 - DCコミックス[5]
- 監督 - 長田絵里[5]
- シリーズ構成 - 長月達平[5]、梅原英司[5]
- キャラクターデザイン原案 - 天野明[5]
- キャラクターデザイン - 細田直人[5]
- 色彩設計 - 木幡美雪[7]
- 美術監督 - 三宅昌和[7]
- 撮影監督 - 楊暁牧[7]
- 編集 - 齋藤朱里[7]
- 音響監督 - 明田川仁[7]
- 音楽 - 末廣健一郎[5]
- 音楽制作 - ワーナー ブラザース ジャパン[7]、ONE MUSIC[7]
- プロデューサー - 鶴岡信哉[7]
- アニメーションプロデューサー - 大谷丞[7]
- プロデュース - ワーナー ブラザース ジャパン[5]
- アニメーション制作 - WIT STUDIO[5]
- 製作 - Warner Bros. Japan

## 主題歌
「Another World」
布袋寅泰作曲・編曲によるオープニングテーマ。
「Go-Getters」
Mori Calliopeによるエンディングテーマ。作詞はMori CalliopeとYuki Tsujimura、作曲・編曲はGiga & TeddyLoid。

## 各話リスト
| 話数       | 脚本                       | 絵コンテ                     | 演出                              | 作画監督 | 総作画監督 | 初放送日      |
| ---------- | -------------------------- | ---------------------------- | --------------------------------- | --- | ---------- | ------------- |
| Episode 1  | 梅原英司 長月達平          | 長田絵里                     | 長田絵里                          | 五月女妃苗 蔡孟書 山田真也 蒙晏妮                                                                                | 五月女妃苗 | 2024年 7月6日 |
| Episode 2  | 梅原英司 長月達平          | 並木棹                       | 鈴木恭兵                          | 杉田葉子 阿部達也                                                                                                | 五月女妃苗 | 7月13日       |
| Episode 3  | 梅原英司 長月達平          | 木﨑文智                     | 横山麻華                          | 五月女妃苗 濱崎秀樹 三沢聖矢 茂木海渡                                                                            | -          | 7月20日       |
| Episode 4  | 梅原英司 長月達平          | 細田直人                     | 仲畑あゆみ                        | 三木俊明 杉田葉子 大原大 勝はるな 山下恵 スタジオ ギガ                                                           | 三木俊明   | 7月27日       |
| Episode 5  | 梅原英司 長月達平 河口友美 | すごろく 米森大貴            | すごろく                          | 森田映一 杉田葉子 三沢聖矢 宮脇直央                                                                              | -          | 8月3日        |
| Episode 6  | 梅原英司 長月達平          | 網修次郎                     | 網修次郎 粟井重紀                 | 山田真也 飯田海 横山麻華 つしまゆりか 林央剛 大原大 小川浩司 森田映一 yohan STUDIO MASSKET                       | 野田康行   | 8月10日       |
| Episode 7  | 梅原英司 長月達平 河口友美 | 久保雄介                     | 久保雄介                          | 五月女妃苗 三木俊明 蔡孟書 山田真也 勝はるな 湯団 周雨田 上野きこ 楊鵬 驚樓 hama 劉陳軒                          | 五月女妃苗 | 8月17日       |
| Episode 8  | 梅原英司 長月達平          | 細田直人                     | 鈴木恭兵 細田直人                 | 杉田葉子 丸山裕太郎 大原大 原田飛鳥                                                                              | 原田飛鳥   | 8月24日       |
| Episode 9  | 梅原英司 長月達平 河口友美 | 羊廷牧                       | 朝火凌                            | 山田真也 Calvin Zhong 周雨田 辻村歩 上野きこ 勝はるな 蔡孟書 Isaac Weston Muhammad Palmer 劉陳軒 廖敏惠 月霊動画 | 原田飛鳥   | 8月31日       |
| Episode 10 | 梅原英司 長月達平          | 長田絵里 菅野芳弘 大久保政雄 | 長田絵里 稲森雅 木内俊雄 浅見政雄 | 五月女妃苗 阿部達也 山田真也 山元浩 STUDIO MASSKET                                                               | 五月女妃苗 | 9月7日        |

## 放送局
| 放送期間                | 放送時間                     | 放送局                    | 対象地域 | 備考                                     |
| ----------------------- | ---------------------------- | ------------------------- | -------- | ---------------------------------------- |
| 2024年7月6日 - 9月7日   | 土曜 0:30 - 1:00（金曜深夜） | TOKYO MX                  | 東京都   |                                          |
|                         |                              | BS11                      | 日本全域 | BS放送 / 『ANIME+』枠                    |
| 2024年9月21日 - 9月22日 | 土曜 21:00 - 日曜 2:00       | カートゥーン ネットワーク | 日本全域 | CS放送 / リピート放送あり / 全話一挙放送 |

| 配信開始日   | 配信時間                     | 配信サイト |
| ------------ | ---------------------------- | --- |
| 2024年7月6日 | 土曜 0:30 - 1:00（金曜深夜） | ABEMAアニメSPECIAL3チャンネル |
|              | 土曜 1:00（金曜深夜） 更新   | ABEMA U-NEXT アニメ放題 |
| 2024年7月8日 | 月曜 12:00 更新              | Prime Video DMM TV dアニメストア FOD Hulu Google TV music.jp カンテレドーガ クランクイン!ビデオ バンダイチャンネル ビデオマーケット Lemino |
| 2024年7月9日 | 火曜 0:00 更新               | J:COM STREAM milplus TELASA イッツコムオンデマンド                                                                                         |